# 前野自賢
前野 自賢（まえの よりかた、生年不詳 - 宝暦5年（1755年）9月2日）は、江戸時代中期ごろの武士・阿波徳島藩上士。阿波前野氏嫡流にあたる自有系前野氏の四代目当主。

## 人物
自賢は、阿波徳島藩上士の前野三右衛門自常の次男に生まれた。母親は、室町幕府奉公衆槙島玄蕃頭昭光の四代後裔である槙島孫左衛門重房の娘。
初め前野重助を名乗り、後に元服して前野八右衛門自路、続いて前野延左衛門自賢と名を改めた。
享保8年（1724年）7月19日、父の自常が大坂で死没すると、同年10月13日、阿波前野氏嫡流自有系の家督を継ぐ。
寛保元年（1741年）3月12日、江戸城への登城に供をしたという。同2年（1742年）5月8日などにも同様の記録が見られる。
延享3年（1746年）5月25日、機嫌を窺う使者として江戸城に赴いたという。その後も上級藩士として仕え続け、御意により帷子と白銀三枚を賜った。
宝暦5年（1755年）9月2日、病死する。

## 氏族
前野氏は、桓武天皇皇子の良岑安世を始祖とする良岑氏の系統 で、平安時代後期に創設された氏である。立木田高成の子である前野高長が母の生地にちなんで荘園に前野（現在の愛知県江南市前野町〜大口町辺り）と名付け、自らの名字としたのが始まりとされている。宗家の前野忠康（舞兵庫）の養子である前野自性が讃岐前野氏初代となって高松藩生駒家に仕えたが、生駒騒動を起こして一党は切腹及び死罪となり、自性次男の自有が阿波に移って阿波前野氏初代となった。

## 系譜
- 祖父：前野新左衛門自観
- 父：前野三右衛門自常
- 母：槙島孫左衛門重房娘
- 正室：佐々團作長偶娘
- 継室：速水倫助元維娘
  - 女子：樋口卯源太貞由室
  - 男子：前野延左衛門自房